# Ben Weber (komponist)
 For alternative betydninger, se Ben Weber. (Se også artikler, som begynder med Ben Weber)
William Jennings Bryan "Ben" Weber (23. juli 1916 i St. Louis, USA – 16. juni 1979 i New York, USA) var en amerikansk komponist. 
Weber var hovedsagelig selvlært, og brød først rigtig igennem i 50´erne. 
Han komponerede i tolvtone stil, men skabte en form for melodik, som gjorde hans stil nærmest romantisk.
Han har komponeret 3 symfonier,  bla. symfonien Symphony on Poems of William Blake, over et digt af forfatteren William Blake. Som nok er hans mest kendte værk.
Weber har ligeledes komponeret koncerter, orkesterværker, 3 strygekvartetter, kammermusik og sange.

## Udvalgte værker
- Symfoni (1945) - for cello og orkester
- Symfoni (i fire satser) på digte af William Blake (1950) - for baryton og kammerorkester
- Symfoni Clarion (1973) - for kammerorkester
- Rapsodi Koncertante (1957) - for bratsch og kammerorkester
- 2 Stykker (1950) - for strygeorkester
- Violinkoncert (1954) - for violin og orkester
- klaverkoncert (1961) - for klaver og orkester
- 8 sange (19?)
- 3 Strygekvartetter (1935, 1950, 1959)